# Gibasis pauciflora
Gibasis pauciflora là một loài thực vật có hoa trong họ Commelinaceae. Loài này được (Urb. & Ekman) D.R.Hunt mô tả khoa học đầu tiên năm 1978.